# 山東等處承宣布政使司
山东等处承宣布政使司，简称山东布政司，是明朝在华北平原东部、山東半島、辽东半岛、遼東平原的一级行政区名，下辖6府15州89县。布政使司衙门驻济南府。

## 沿革
大明洪武九年（1376年），太祖高皇帝宣布废除行中书省制，改设承宣布政使司以负责一级行政区的民事及部分刑事事务。各府、直隶州隶属于承宣布政使司。当时除直隶以外，共设14布政司，山东布政司即为其中的一个（由山東等處行中書省改來），治济南府。自此以后，济南就一直成为山东省城未曾变更。山东布政使司下辖6府15州89县，大部分县名沿用至今。这6府是：济南府、东昌府、兖州府、青州府、登州府、莱州府。此外，河间府、大名府的部分县也在今山东境内。
山东布政使司元属中书省山東東西道宣慰司，部分直属中书省。吴元年（1367年）济南路、益都路、济宁路、东平路分别改置济南府、青州府、济宁府、东平府；洪武元年（1368年）东昌路改置东昌府，般阳路降淄川直隶州，莱州升莱州府，宁海直隶州、德州直隶州、高唐直隶州分别降散州；同年置山东等處行中书省，治青州府，辖青州府、济南府、东昌府、济宁府、东平府、莱州府、淄川直隶州、泰安直隶州、曹州直隶州、濮州直隶州、冠州直隶州、恩州直隶州；同年北平府、永平路来属；二年（1369年）永平路改置平滦府，同年北平府、平滦府改属北平行省；泰安直隶州、濮州直隶州降散州，淄川直隶州废，恩州直隶州降县；三年（1370年）冠州直隶州降县；四年（1371年）曹州直隶州降县；五年（1372年）置金州、复州、盖州、海州来属；六年（1373年）莱州府降直隶州，登州升登州直隶州；同年置辽阳府来属；七年（1374年）东平府降散州；九年（1376年）莱州直隶州、登州直隶州分别升莱州府、登州府；同年山东行省改置山东承宣布政使司；十年（1377年）辽阳府废；同年布政使司移治济南府；十八年（1385年）济宁府降散州，兖州升兖州府；二十八年（1395年）金州、复州、盖州、海州废。

## 辖区

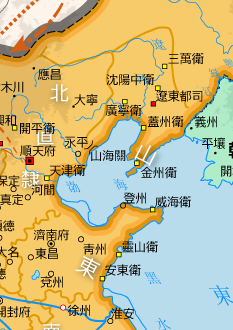
山東等處承宣布政使司地圖

### 济南府
元为济南路。吴元年（1367年）改置济南府，洪武元年（1368年）属行省。
府直属县：历城县、章丘县、邹平县、淄川县、长山县、新城县、齐河县、齐东县、济阳县、禹城县、临邑县、长清县、肥城县、青城县、陵县
散州
- 泰安州

元为直隶州。洪武元年（1368年）属行省，二年（1369年）降为散州，改属济南府，并省倚郭奉符县入州。
州属县：新泰县、莱芜县
- 德州

元为直隶州。洪武元年（1368年）降为散州，改属济南府，并省倚郭安德县入州；七年（1374年）省陵县入州，并徙治故陵县。
州属县：德平县、平原县
- 武定州[a]

元为棣州。洪武元年（1368年）省倚郭厌次县入州；六年（1373年）更名乐安州，宣德元年（1426年）更名武定州。
州属县：阳信县、海丰县、乐陵县、商河县
- 滨州

洪武元年（1368年）省倚郭渤海县入州。
州属县：利津县、霑化县、蒲台县

### 兖州府
元兖州属济宁路。洪武十八年（1385年）升为兖州府，属布政司。
府直属县：滋阳县、曲阜县、宁阳县、邹县、泗水县、滕县、峄县、金乡县、鱼台县、单县、城武县
散州
- 济宁州

元为济宁路。吴元年（1367年）改置济宁府，洪武元年（1368年）属行省；十八年（1385年）降为济宁州，改属兖州府，并省倚郭任城县（元初为济州倚郭）入州。
州属县：嘉祥县、钜野县、郓城县
- 东平州

元为东平路。吴元年（1367年）改置东平府，洪武元年（1368年）属行省；七年（1374年）降为东平州，改属济宁府，并省倚郭须城县入州；十八年（1385年）改属兖州府。
州属县：汶上县、东阿县、阳穀县、平阴县、寿张县
- 曹州

正统十年末（1446年）析曹县于黄河北旧土城另置曹州，来属兖州府。
州属县：曹县、定陶县、楚丘县
- 沂州

元属益都路。洪武元年（1368年）改属济宁府，并省倚郭临沂县入州；五年（1372年）改属济南府，七年末（1375年）复改属青州府，十八年（1385年）改属兖州府。
州属县：郯城县、费县

### 东昌府
元为东昌路。洪武元年（1368年）改置东昌府，同年属行省。
府直属县：聊城县、堂邑县、博平县、茌平县、莘县、清平县、冠县
散州
- 临清州

元临清县属濮州直隶州。洪武二年（1369年）自县南徙治临清闸，同年改属东昌府，弘治二年（1489年）升为临清州；景泰元年（1450年）徙治临清闸东北三里。
州属县：丘县、馆陶县
- 高唐州

元为直隶州。洪武元年（1368年）降为散州，改属东昌府，并省倚郭高唐县入州。
州属县：恩县、夏津县、武城县
- 濮州

元为直隶州。洪武元年（1368年）属行省，二年（1369年）降为散州，改属东昌府，并省倚郭鄄城县入州；景泰三年（1452年）自县东故城徙治王村。
州属县：范县、观城县、朝城县

### 青州府
元为益都路。吴元年（1367年）改置青州府，洪武元年（1368年）属行省。
府直属县：益都县、临淄县、博兴县、高苑县、寿光县、乐安县、昌乐县、临朐县、安丘县、诸城县、蒙阴县
散州
- 莒州

洪武元年（1368年）省倚郭莒县入州。
州属县：沂水县、日照县

### 莱州府
元为莱州属般阳路。洪武元年（1368年）升为莱州府，属行省；六年（1373年）降为莱州直隶州，九年（1376年）复升为莱州府。
府直属县：掖县
散州
- 平度州

元为胶水县。洪武二十二年（1389年）升为平度州。
州属县：潍县、昌邑县
- 胶州

元属益都路。洪武元年（1368年）省倚郭胶西县入州。九年（1376年）改属莱州府。
州属县：高密县、即墨县

### 登州府
元为登州属般阳路。洪武元年（1368年）改属莱州府，六年（1373年）升为直隶州；九年（1377年）升为登州府。
府直属县：蓬莱县、黄县、福山县、栖霞县、招远县、莱阳县
散州
- 宁海州

元为直隶州。洪武元年（1368年）降为散州，改属莱州府，并省倚郭宁海县入州；九年（1377年）改属登州府。
州属县：文登县

### 辽东都司
元属辽阳行省。洪武四年（1371年）置定辽都卫，治金州城，六年（1373年）徙治辽阳府，八年（1375年）改置辽东都指挥使司。领25个卫，2个州。
卫：定辽中卫、定辽左卫、定辽右卫、定辽前卫、定辽后卫、东宁卫、海州卫、盖州卫、复州卫、金州卫、广宁卫、广宁中卫、广宁左卫、广宁右卫、广宁前卫、广宁后卫、义州卫、广宁后屯卫、广宁中屯卫、广宁左屯卫、广宁右屯卫、广宁前屯卫、沈阳中卫、沈阳左卫、沈阳右卫、沈阳中屯卫、铁岭卫、三万卫、辽海卫
州：自在州、安乐州

## 名人

### 军事家
- 戚继光